# Pony (Magazin)

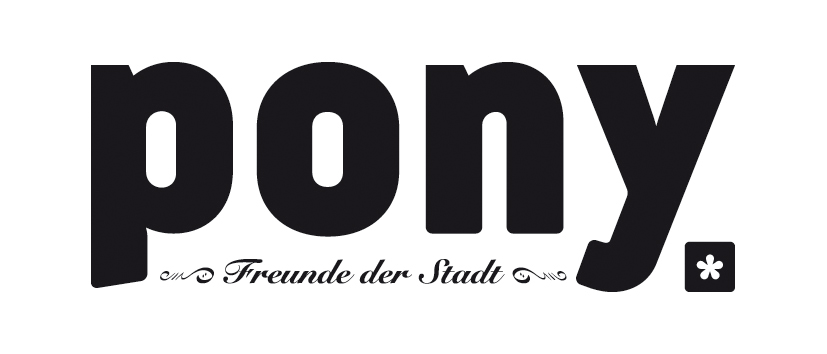
Logo pony Magazin bis 2011

Unter dem Titel Pony erschien in Göttingen von 2005 bis 2013 monatlich ein Kultur- und Stadtmagazin. Herausgeber war der Verlag pony.medien von Tim Kießling. Leitender Redakteur war Michael Saager, für das Layout war Ronald Weller verantwortlich. Das Heft erschien bis November 2011 im A6-Format, danach im A5-Format. Es war kostenlos in Cafés, Bars, Clubs und Einzelhandelsgeschäften erhältlich. Zudem gab es eine PDF-Version im Netz.
Redaktion und Autoren bearbeiteten vorwiegend Themen der Popkultur. Das Magazin verstand sich als politisch links und strebte eine kritische und diskursive Berichterstattung an. Das Pony-Magazin enthielt einen Veranstaltungskalender für Göttingen, Essays, Features, Reportagen, Interviews, eine Kolumne und Rezensionen aus den Bereichen Theater, Bücher, Kino, Digitales, Games, Tonträger.
Zweimal im Jahr veranstaltete das Pony eine größere Party in Göttingen mit wechselnden DJs und Live-Acts.